# Partit per la Renovació i el Desenvolupament
El Partit per la Renovació i el Desenvolupament (portuguès: Partido para Renovação e Desenvolvimento, PRD) va ser un partit polític a Guinea Bissau.

## Història
El PRD es va establir el 12 de febrer 1992 per dissidents del Grup dels 121 que havien insistit reformes del partit governant PAIGC, i va ser dirigt inicialment per João da Costa. Es va unir a l'aliança Unió pel Canvi abans de les eleccions generals de Guinea Bissau de 1994, amb les que l'Aliança va obtenir sis escons a l'Assemblea Nacional Popular, dels quals al PRD li'n va correspondre un.
Després de la mort de da Costa, Manuel Rambout Barcellos es va convertir en el líder del partit. La Unió va quedar reduïda a tres escons a les eleccions generals de Guinea Bissau de 1999-2000, i els va perdre tots en les eleccions legislatives de Guinea Bissau de 2004, després de les quals el PRD ha romàs inactiu.